# Непрерывная справа функция с левосторонними пределами
В математике càdlàg (фр. continu à droite, limite à gauche, или по-английски RCLL, или англ. «right continuous with left limits») непрерывная справа функция с левосторонними пределами (НСФсЛП) — это функция, определённая на действительной оси (или её подмножестве), всюду непрерывная справа и имеет левосторонние пределы в каждой точке. Càdlàg функции очень важны в изучении стохастических процессов со скачками, в отличие от Винеровского процесса, у которого непрерывные траектории. Класс непрерывных справа функций с левосторонними пределами создают пространство Скорохода.

## Определение
Пусть {\displaystyle (M,d)} — метрическое пространство и {\displaystyle E\subset \mathbb {R} }. Функция {\displaystyle f:E\to M} называется непрерывной справа функцией с левосторонним пределом (или
càdlàg функцией), если для всех {\displaystyle t} из {\displaystyle E}:
1. Существует левосторонний предел {\displaystyle f(t)}, т.е: {\displaystyle \exists \lim \limits _{s\to t-0}f(s)}, и
2. Существует правосторонний предел {\displaystyle f(t)}, который равен {\displaystyle f(t)}, т.е: {\displaystyle \exists \lim \limits _{s\to t+0}f(s)}, {\displaystyle \lim \limits _{s\to t+0}f(s)=f(t)}.

То есть {\displaystyle f} — непрерывна справа с левосторонними пределами.

### Примеры
- Все непрерывные функции являются càdlàg функциями.
- Функция распределения вероятностей — càdlàg функции по определению.
- Правая производная {\displaystyle f_{+}^{\prime }} любой выпуклой функции, которая определена на открытом интервале, является càdlàg функцией.